# Rio da Divisa
Rio da Divisa är ett vattendrag i Brasilien.   Det ligger i delstaten Santa Catarina, i den södra delen av landet, 1 400 km söder om huvudstaden Brasília.
I omgivningarna runt Rio da Divisa växer huvudsakligen savannskog. Runt Rio da Divisa är det mycket glesbefolkat, med 5 invånare per kvadratkilometer.